# 托马斯·埃尔塞瑟

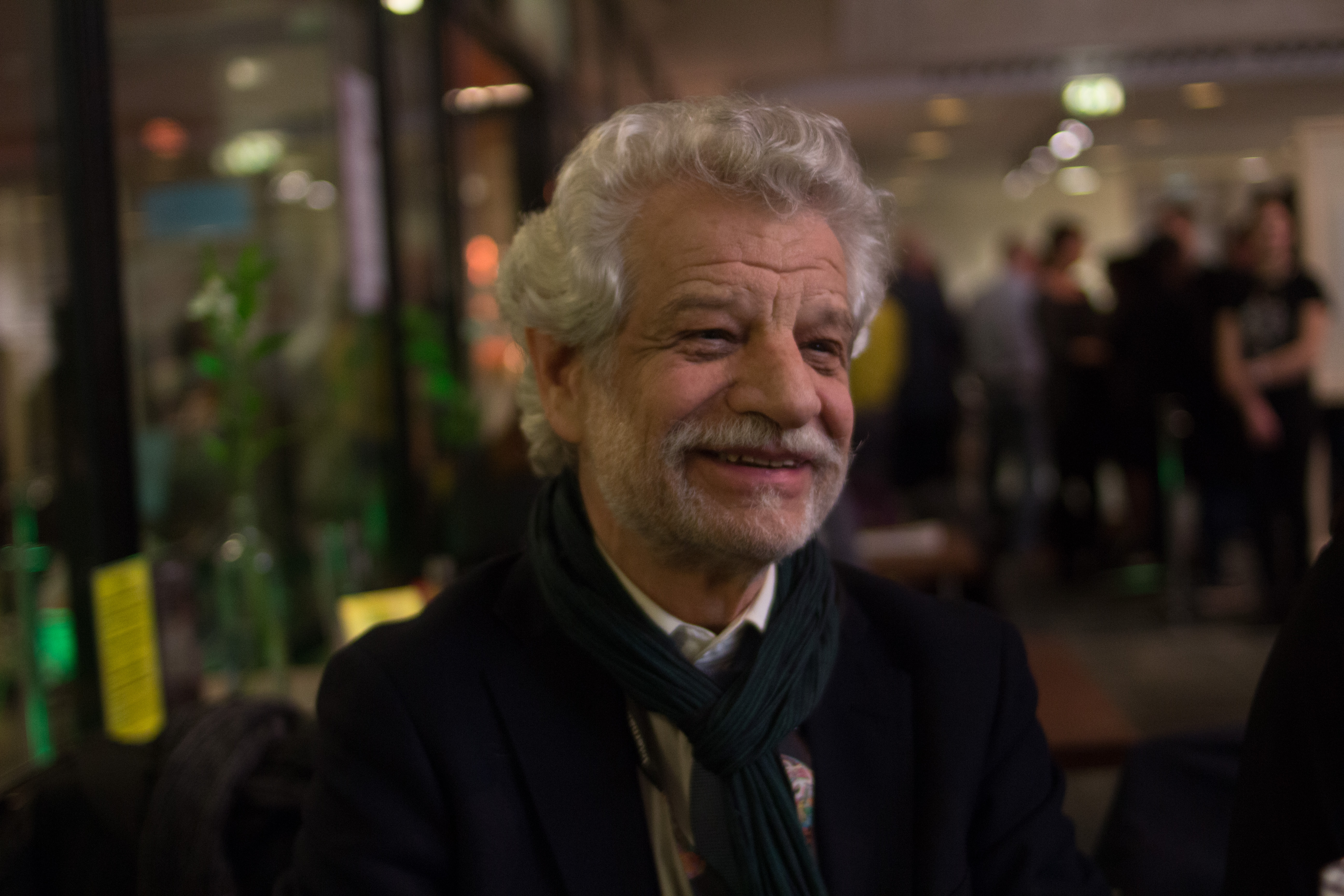
托馬斯·埃爾塞瑟

托马斯·埃尔塞瑟（德語：Thomas Elsaesser，1943年—2019年），德国电影史学家、电影理论家。阿姆斯特丹大学教授。

## 生平
1943年出生于柏林夏洛滕堡。1951年随家人搬至曼海姆。曾在海德堡大学学习英语和德语文学。1963开始在英国萨塞克斯大学学习英语文学，1967年在法国巴黎的索邦大学留学。1971年于萨克塞斯大学获得比较文学博士学位。1972年开始在东安格利亚大学比较文学系任教。1976年成立电影研究系，任系主任至1986年。1991年开始担任阿姆斯特丹大学教授，成立荷兰电影与电视研究系（媒介研究系）主任，2008年退休，任荣誉退休教授。
2006年至2012年为耶鲁大学客座教授。2013年开始担任哥伦比亚大学文学院客座教授。
2006年获授尼德兰之狮骑士勋章。2008年当选英國國家學術院通讯会员。2017年3月被比利时列日大学授予荣誉博士学位。
2019年12月应邀在北京做学术讲座，4日在旅馆突发急病逝世，享年76岁。

## 研究
主要研究领域包括电影史、早期电影文化、先锋电影与装置艺术、媒介理论与历史。主编有《流变中的电影文化》。著有《作为媒介考源学的电影史》、《早期电影：空间、画面与叙事》、《新德国电影》等专著。